# 斯拉登峰
78°7′S 162°23′E / 78.117°S 162.383°E
斯拉登峰（Sladen Summit），是南極洲的山峰，位於維多利亞地的斯科特海岸，處於約翰霍普金斯嶺和蘭帕特嶺的交界點，屬於皇家學會嶺的一部分，海拔高度3,395米，現時由南極條約體系管理。